# Young Scots for Independence

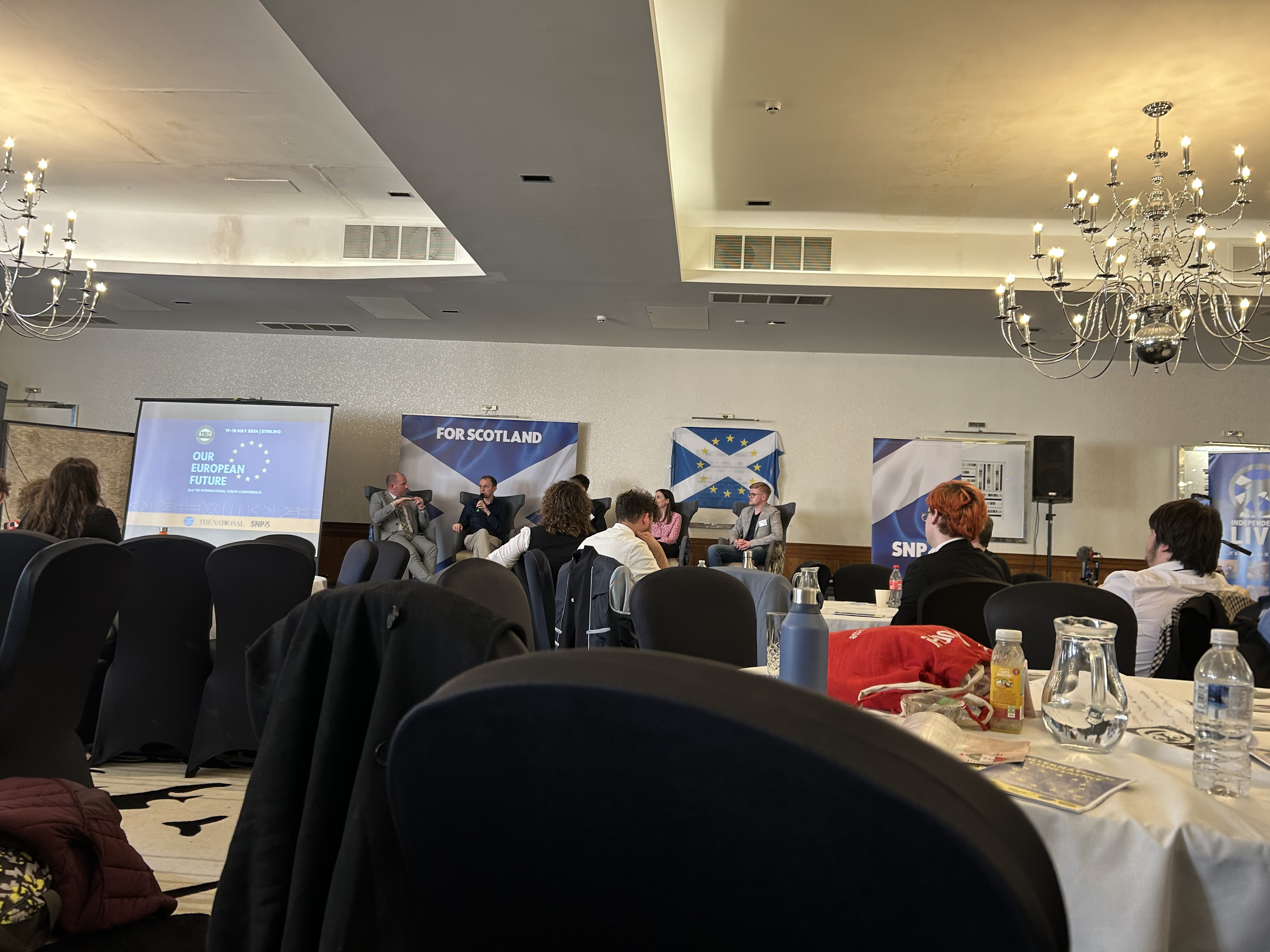
YSI Internationale Konferenz im Jahr 2024.

Die Young Scots for Independence (YSI), früher bekannt als SNP Youth, ist die Jugendorganisation der Scottish National Party. Sie richtet sich an Mitglieder der SNP im Alter von 16 bis 30 Jahren. Die YSI sind mit rund 12.000 Mitgliedern die derzeit größte Jugendorganisation in Schottland.
Die Organisation entstand im Rahmen des Parteitags in Rothesay 1980 und wurde später im gleichen Jahr in Dundee, damals unter dem Namen Young Scottish Nationalists, offiziell gegründet.
Auf europäischer Ebene gehören die YSI der European Free Alliance Youth an.
Vorsitzender ist Steven Campbell (Stand 2025).